# Mučednice čistoty

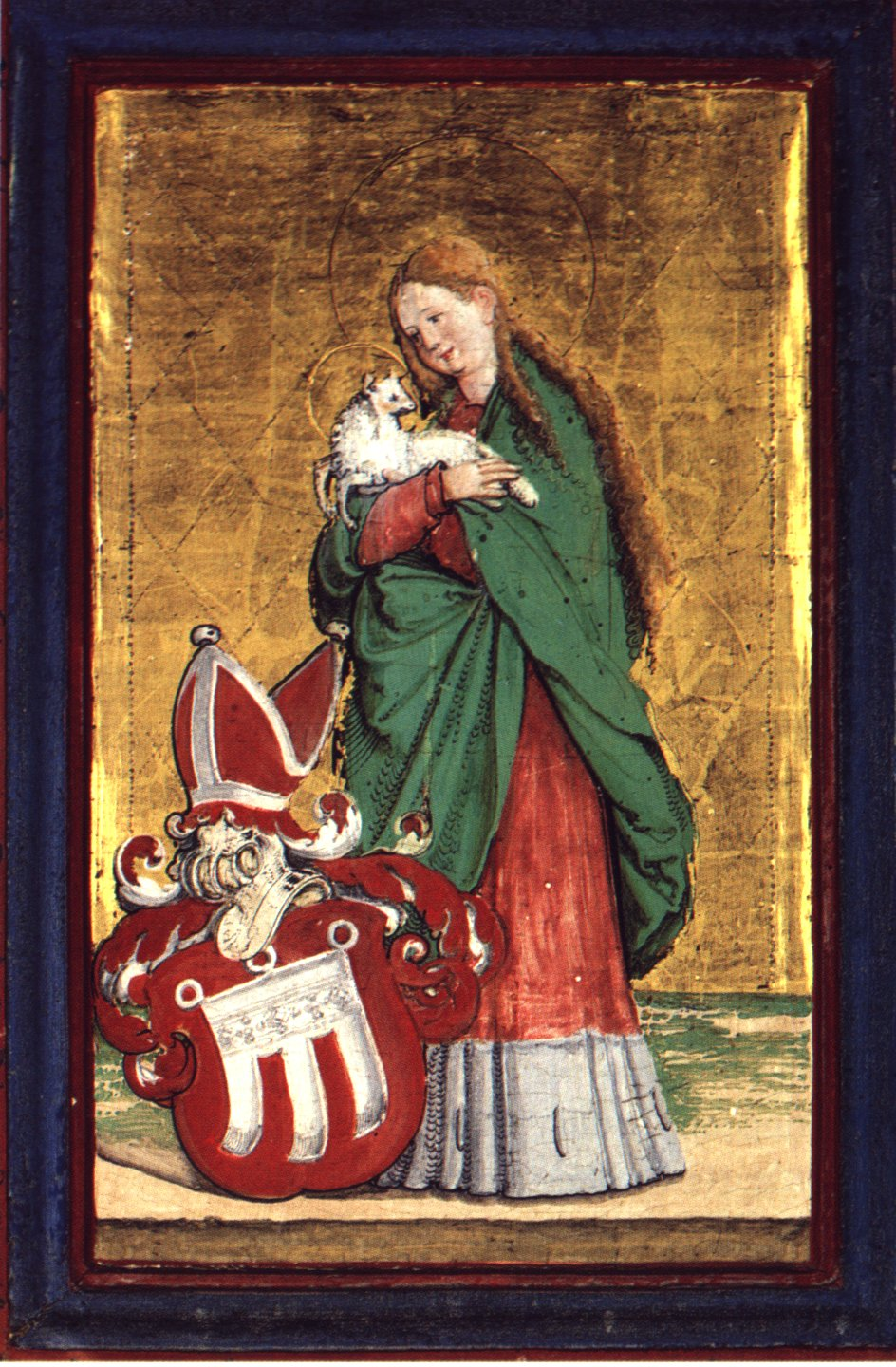
Sv. Anežka Římská, mučednice čistoty starověku

Mučednice čistoty je termín označující ženu, která ztratila život, když se bránila znásilnění či podobné formě zneuctění. Používá se zejména v rámci katolické církve a mluvčí jej zpravidla může použít v různě širokém významu: od označení kterékoliv takovéto ženy, až po nejužší, kdy je tak charakterizována pouze osoba uznaná katolickou církví za mučednici (což se pojí i s přiznáním titulu svatá či blahoslavená).

## Kritika
Uctívání a oficiální vyzdvihování mučednic čistoty je kritizováno některými (zejména feministickými, socialistickými a liberálními) skupinami mimo katolicismus, podle kterých je nevhodné, neboť nezaslouženě stigmatizuje ženy, které volily opačně či které byly nakonec násilím přemoženy, a vlastně přijímá náhled, že znásilnění špiní oběť a nikoliv pachatele.
Některé skupiny dodávají, že volba „raději smrt než znásilnění“ je špatná sama o sobě a proto by se neměla glorifikovat už z tohoto důvodu.
Další zase argumentují, že znásilnění je špatné, ale smrt též a v některých případech nemusí být rozhodnutí „raději smrt“ správné. Například v případě sv. Marie Goretti je v tomto směru namítáno, že její smrt byla těžkou ranou pro celou rodinu, neboť byla nejstarší dcera a v rodině bez otce a s nemocnou matkou prakticky vedla domácnost – a na základě toho je její rozhodnutí kritizováno jako „nemoudré“.
Celkově se diskuse na toto téma koncentruje právě nad osobou sv. Marie Goretti, neboť je to jednoznačně nejznámější a nejuctívanější mučednice čistoty moderní doby.

## Známé mučednice čistoty

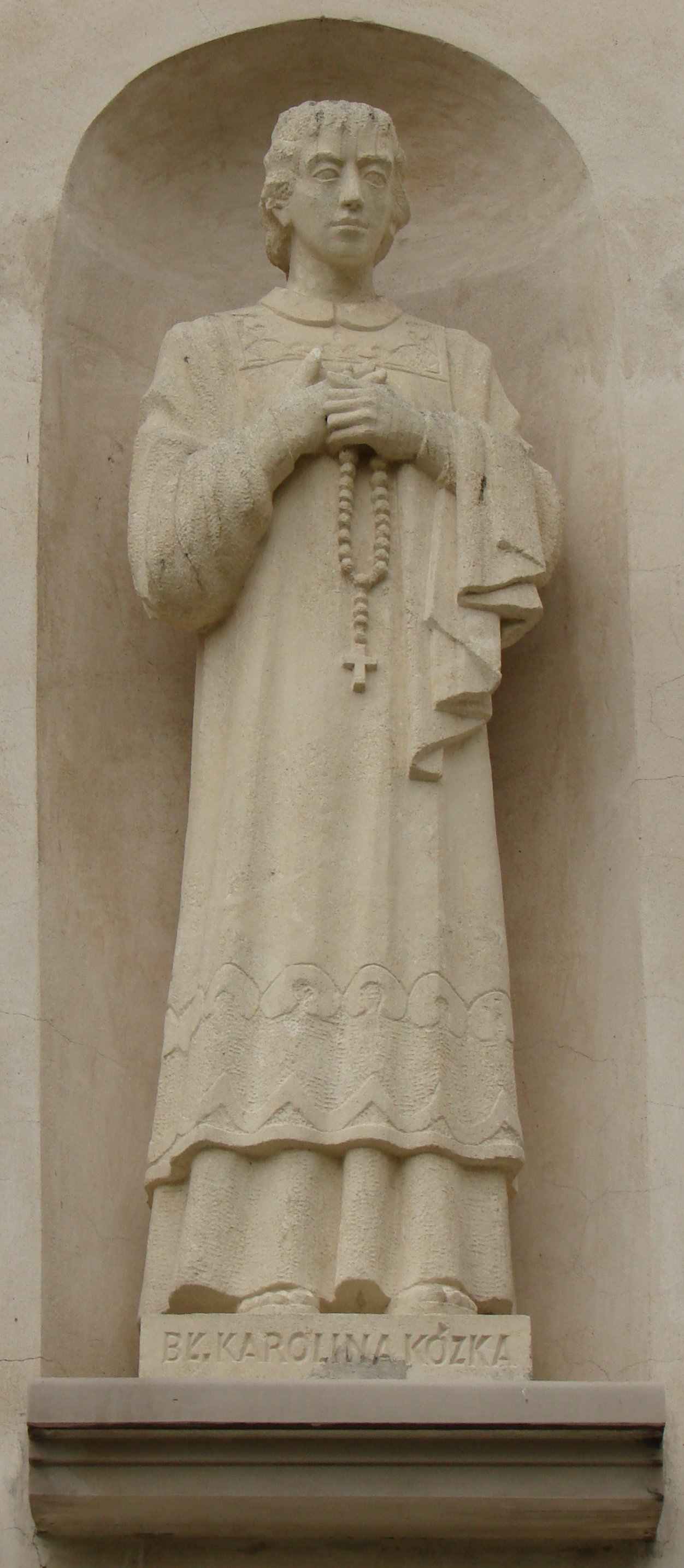
Bl. Karolina Kózka, nazývaná polská Maria Goretti

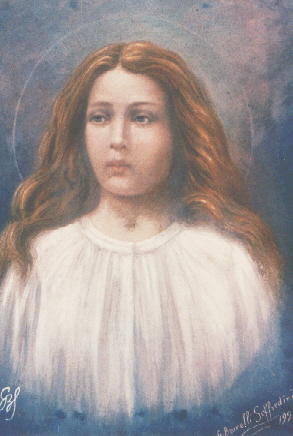
Sv. Maria Goretti, nejuctívanější a nejznámější mučednice čistoty

### Svaté
- Anežka Římská (přelom 3. a 4. století)[1][2]
- Maria Goretti (1890–1902)

### Blahoslavené
- Karolina Kózka (1898–1914)
- Albertina Berkenbrock (1919–1931)
- Antonia Mesina (1919–1935)
- Benigna Cardoso da Silva (1928–1941)
- Teresa Bracco (1924–1944)
- Anna Kolesárová (1928–1944)
- Pierina Morosini (1931–1957)
- Veronica Antal (1935–1958)
- Marie-Clémentine Anuarite Nengapeta (1939–1964)
- Isabel Cristina Mrad Campos (1962–1982)
- Lindalva Justo de Oliveira (1953–1993)

### Ostatní
- Barbora Umiastauskaitė (1628–1648)
- Arcangela Filippelli (1853–1859)
- Maria De San José Parra Flores (1892–1917)
- Coleta Meléndez Torres (1897–1917)
- Maria Vieira da Silva (1926–1940)
- Elena Spirgevičiūtė (1924–1944)
- Concetta Lombardo (1924–1948)
- Josefina Vilaseca Alsina (1940–1952)
- Aída Jacob Curi (1939–1958)
- Maria Amida Kammers (1941–1961)
- Maria Augusta da Silva (1951–1965)
- Maria Israel Bogotà Baquero (1943–1991)
- Santa Scorese (1968–1991)
- Vivian Uchechi Ogu (1995–2009)